# Bulbophyllum andersonii
Bulbophyllum andersonii är en orkidéart som först beskrevs av Joseph Dalton Hooker, och fick sitt nu gällande namn av Johannes Jacobus Smith. Bulbophyllum andersonii ingår i släktet Bulbophyllum och familjen orkidéer. Inga underarter finns listade i Catalogue of Life.